# Vilar das Almas
Vilar das Almas é uma povoação portuguesa do Município de Ponte de Lima que foi sede da extinta Freguesia de Vilar das Almas, freguesia que tinha 5,21 km² de área e 374 habitantes (2011), e, por isso, uma densidade populacional de 71,8 hab/km².
A Freguesia de Vilar das Almas foi extinta (agregada) pela última Reorganização administrativa do território das freguesias, de acordo com a Lei nº 11-A/2013 de 28 de Janeiro, tendo o o seu território sido agregado ao das Freguesias de Sandiães e de Gaifar para constituir a Freguesia de Vale do Neiva com sede em Gaifar.

## População
| População da freguesia de Vilar das Almas | População da freguesia de Vilar das Almas | População da freguesia de Vilar das Almas | População da freguesia de Vilar das Almas | População da freguesia de Vilar das Almas | População da freguesia de Vilar das Almas | População da freguesia de Vilar das Almas | População da freguesia de Vilar das Almas | População da freguesia de Vilar das Almas | População da freguesia de Vilar das Almas | População da freguesia de Vilar das Almas | População da freguesia de Vilar das Almas | População da freguesia de Vilar das Almas | População da freguesia de Vilar das Almas | População da freguesia de Vilar das Almas |
| ----------------------------------------- | ----------------------------------------- | ----------------------------------------- | ----------------------------------------- | ----------------------------------------- | ----------------------------------------- | ----------------------------------------- | ----------------------------------------- | ----------------------------------------- | ----------------------------------------- | ----------------------------------------- | ----------------------------------------- | ----------------------------------------- | ----------------------------------------- | ----------------------------------------- |
| 1864                                      | 1878                                      | 1890                                      | 1900                                      | 1911                                      | 1920                                      | 1930                                      | 1940                                      | 1950                                      | 1960                                      | 1970                                      | 1981                                      | 1991                                      | 2001                                      | 2011                                      |
| 398                                       | 390                                       | 363                                       | 409                                       | 473                                       | 456                                       | 422                                       | 552                                       | 624                                       | 545                                       | 483                                       | 450                                       | 341                                       | 343                                       | 374                                       |

| Distribuição da População por Grupos Etários | Distribuição da População por Grupos Etários | Distribuição da População por Grupos Etários | Distribuição da População por Grupos Etários | Distribuição da População por Grupos Etários | Distribuição da População por Grupos Etários | Distribuição da População por Grupos Etários | Distribuição da População por Grupos Etários | Distribuição da População por Grupos Etários | Distribuição da População por Grupos Etários |
| -------------------------------------------- | -------------------------------------------- | -------------------------------------------- | -------------------------------------------- | -------------------------------------------- | -------------------------------------------- | -------------------------------------------- | -------------------------------------------- | -------------------------------------------- | -------------------------------------------- |
| Ano                                          | 0-14 Anos                                    | 15-24 Anos                                   | 25-64 Anos                                   | > 65 Anos                                    |                                              | 0-14 Anos                                    | 15-24 Anos                                   | 25-64 Anos                                   | > 65 Anos                                    |
| 2001                                         | 50                                           | 39                                           | 172                                          | 82                                           |                                              | 14,6%                                        | 11,4%                                        | 50,1%                                        | 23,9%                                        |
| 2011                                         | 57                                           | 35                                           | 178                                          | 104                                          |                                              | 15,2%                                        | 9,4%                                         | 47,6%                                        | 27,8%                                        |